# 大澤野町八木山站
大澤野町八木山站（日语：／ Ōsawanomachiyakiyama eki */?）是位於富山縣富山市（開業時為舊・上新川郡大澤野町八木山），富山地方鐵道（地鐵）笹津線的鐵路車站（廢站）。
在1969年（昭和44年）8月30日至廢線前，此站是急行列車的停車站（那列車班次只有早上和黃昏1個往返班次）。

## 歷史
在富山鐵道時代，當初此站只於夏季營業，為一座臨時車站。而當時的車站位置與後來富山地方鐵道時代的車站位置相異。富山鐵道時代的車站是在笹津線時代的車站北邊0.2公里處。

### 年表
- 1918年（大正7年）6月1日：富山鐵道大澤野站（後來名為大澤野北口站）至笹津站之間開設八木山臨時站（日语：／）[3]（距離堀川新站（現時：南富山站）10.3公里處[3]）。
- 1926年（大正15年）7月12日：升級為常設車站。名為八木山站[3]。
- 1933年（昭和8年）4月20日：堀川新站（現時：南富山站）至笹津站之間的區間被廢除，此站也被廢除[3][4][5]。
- 1952年（昭和27年）8月15日：富山地方鐵道笹津線大久保町站至地鐵笹津站之間開通（笹津線全線開通），車站向地鐵笹津一方遷移0.2公里（距離南富山站10.5公里處[3]）後，以大澤野町八木山站的名稱重開[3][4][5][6]。當時為一般車站[6]。
- 1975年（昭和50年）4月1日：笹津線廢除，此站也被廢除[3][4][5][6]。

## 車站構造
截至車站廢除前，此站是一座地面車站，設有1面2線的島式月台，當時可進行列車交會。由於站內平交道位置的關係，列車是靠右進站。西邊（站舍一方）是下行線，東邊是上行線。
此站是職員配置車站。站舍在站內西邊，與月台之間設有站內平交道連接。站舍與站前廣場之間有一段梯級。另外，月台與站舍之間的通道也有一段梯級。
主要是在早上繁忙時間才有列車交會。列車交會的路籤方面，大久保町站至此站之間為「□」，此站至地鐵笹津站之間為「○」。
站前廣場處設有噴水池。

## 車站周邊
此站是舊・上新川郡大澤野町的中心車站。此站至敷紡前站之間的路段是在河階之下通過，該處有一種山區的氣氛。
- 國道41號（越中東街道）
- 大澤野町公所（現時：富山市政廳大澤野綜合行政中心）
- 大澤野町立大澤野圖書館（現時：富山市立大澤野圖書館）
- 大澤野町立大澤野小學（現時：富山市立大澤野小學（日语：富山市立大沢野小学校））
- 八木山礦泉 - 在富山鐵道時代，八木山站是在八木山礦泉的南邊[2]。
- 八木山之瀧[2] - 因避暑勝地而知名[7]。

## 現狀
截至1998年（平成10年），站舍入口的梯級還存在。站舍的地基和部分月台還存在。後來在2000年（平成12年）7月被撤走，這是由於需要進行道路擴寬工程。截至2007年（平成19年）9月，車站遺址建設了文具店。
關於富山鐵道時代八木山站遺址，截至2008年（平成20年），變成了八木山礦泉南邊的「八木山礦泉專用停車場」。
另外，此站附近的路軌遺址方面，截至1998年（平成10年），靠近南富山一方還可看見路堤和道碴。在此站靠近大澤野町八木山站一方的路軌遺址變成了單車徑。截至2008年（平成20年），此站往南富山一方的路軌遺址變成縣道，往地鐵笹津一方仍然是單車徑。在縣道和單車徑的分支點前方為車站遺址。該單車徑的環境和經改造的路基看起來有著鐵路時代的氣氛。

## 相鄰車站
富山地方鐵道
笹津線
田村町－大澤野町八木山－敷紡前

## 注腳
1. 1 2 3 4 5 6 7 8 9 10  《RM LIBRARY 107 富山地鐵笹津·射水線》（著：服部重敬，NEKO PUBLISHING，2008年7月發行）25,28-29頁
2. 1 2 3 4 5 6 7 8 9  《富山廢線紀行》（著：草卓人，桂書房，2008年7月發行）82-83頁
3. 1 2 3 4 5 6 7  《日本鐵道旅行地圖帳 全線全站全廢線 6 北信越》（監修：今尾惠介，新潮社，2008年10月發行）38頁
4. 1 2 3 4 5 6  （著：寺田裕一，NEKO PUBLISHING，2010年12月發行）44-45,47頁
5. 1 2 3  （JTB出版，2010年4月發行）211頁
6. 1 2 3  （著：寺田裕一，JTB出版，2008年5月發行）165頁
7. 1 2  《鐵道之記憶》（編著：草卓人，桂書房，2006年2月發行）269,301頁
8. 1 2 3 4  （著：寺田裕一，JTB出版，2008年5月發行）80-83頁
9. 1 2 3  （JTB出版，1998年6月發行）80-81頁

## 相關項目
- 日本鐵路車站列表 O